# Kaspar snickare
Kaspar (Caspar, Kasper) snickare var en snickare, verksam i Stockholm under 1600-talet.
Kaspar snickare tillverkade omkring 1600 predikstolen för Grödinge kyrka med predikstolens fält utsmyckade med figurscener i plattskärningsteknik. Texterna är skrivna på plattyska vilket kan tyda på att Kaspar snickare har tysk härstamning. Hans namn nämns även i räkenskapsböckerna för Ösmo kyrka 1599 där han skall ha tillverkat en predikstol som senare flyttades till Nynäs gårdskyrka. Troligen är Kaspar snickare även identisk med den mästare som på 1620- och 1630-talet var verksam med inredningsarbeten på slottet Tre Kronor i Stockholm.